# Supercupa Andorrei
Supercupa Andorrei (catalană Supercopa andorrana de futbol) este competiția fotbalistică de supercupă disputată anual în Andorra între campioana din Primera Divisió și câștigătoarea Cupei Andorrei, fiind organizată începând cu anul 2003. Ea constă dintr-un singur meci, jucat la începutul sezonului următor, în Aixovall, Andorra la Vella.
FC Santa Coloma și UE Sant Julià au câștigat câte patru supercupe, FC Lusitanos - două și FC Rànger o supercupă.

## Edițiile
| Sezon | Câștigător      | Scor      | Finalistă       |
| ----- | --------------- | --------- | --------------- |
| 2003  | FC Santa Coloma | 3–2 (aet) | UE Sant Julià   |
| 2004  | UE Sant Julià   | 2–1       | FC Santa Coloma |
| 2005  | FC Santa Coloma | 1–0       | UE Sant Julià   |
| 2006  | FC Rànger's     | 4–3 (aet) | FC Santa Coloma |
| 2007  | FC Santa Coloma | 1–0       | FC Rànger's     |
| 2008  | FC Santa Coloma | 3–0       | UE Sant Julià   |
| 2009  | UE Sant Julià   | 2–1       | FC Santa Coloma |
| 2010  | UE Sant Julià   | 3–2 (aet) | FC Santa Coloma |
| 2011  | UE Sant Julià   | 4–3       | FC Santa Coloma |
| 2012  | FC Lusitanos    | 2–1       | FC Santa Coloma |
| 2013  | FC Lusitanos    | 1–0       | UE Santa Coloma |

### Performanță după club
| Club            | Trofee | Finale | Anii trofeelor         | Anii finalelor                     |
| --------------- | ------ | ------ | ---------------------- | ---------------------------------- |
| FC Santa Coloma | 4      | 6      | 2003, 2005, 2007, 2008 | 2004, 2006, 2009, 2010, 2011, 2012 |
| UE Sant Julià   | 4      | 3      | 2004, 2009, 2010, 2011 | 2003, 2005, 2008                   |
| FC Lusitanos    | 2      | 0      | 2012, 2013             | –                                  |
| FC Rànger's     | 1      | 1      | 2006                   | 2007                               |
| UE Santa Coloma | 0      | 1      | –                      | 2013                               |